# Kerttulinmäki
Kerttulinmäki est une colline située dans le quartier I de Turku en Finlande.

## Présentation
Kerttulinmäki est l'une des sept collines de Turku.
Le point culminant de Kerttulinmäki est à 27 mètres d'altitude.
Parmi les sept collines de Turku, les voisines de Kerttulinmäki sont Vartiovuorenmäki et Yliopistonmäki.
Sur Kerttulinmäki, le lycée de Kerttuli est installé dans un bâtiment scolaire construit en 1912.
Le président Mauno Koivisto a fréquenté le lycée de Kerttuli.
Dans le bâtiment à côté du lycée De Kerttuli, se trouve le bureau de Kellonsoitatkatu de l'Institut professionnel de Turku.

## Histoire
L'histoire de Kerttulinmäki remonte au Moyen Âge. 
Le Turku médiéval était centré autour du vieux Suurtori et Kerttulinmäki a été la première des collines de Turku à être habitée.
L'histoire de Kerttulinmäki est sanglante, car elle était auparavant connue sous le nom de Hirsipuumäki (colinne de la Potence) et elle a servi de champ de bataille de la ville au XVIIIe siècle,.
Plus tôt au Moyen Âge, la maison de la guilde de Sainte Kerttuli était sur Kerttulinmäki.
La maison de la guilde était située le long de la route royale et son tronçon Karjakatu, à l'emplacement de l'actuelle Uudenmaankatu. 
Une auberge et une église fonctionnaient en relation la guilde. 
Dans l'auberge Christian Ier a été confirmé comme roi de Suède par les États finlandais.

## Protection
À Kerttulinmäki, se trouve la zone historique de la caserne de Sirkkala, qui a été classée parmi les sites culturels construits d'intérêt national en Finlande inventoriés par la direction des musées de Finlande.

## Galerie

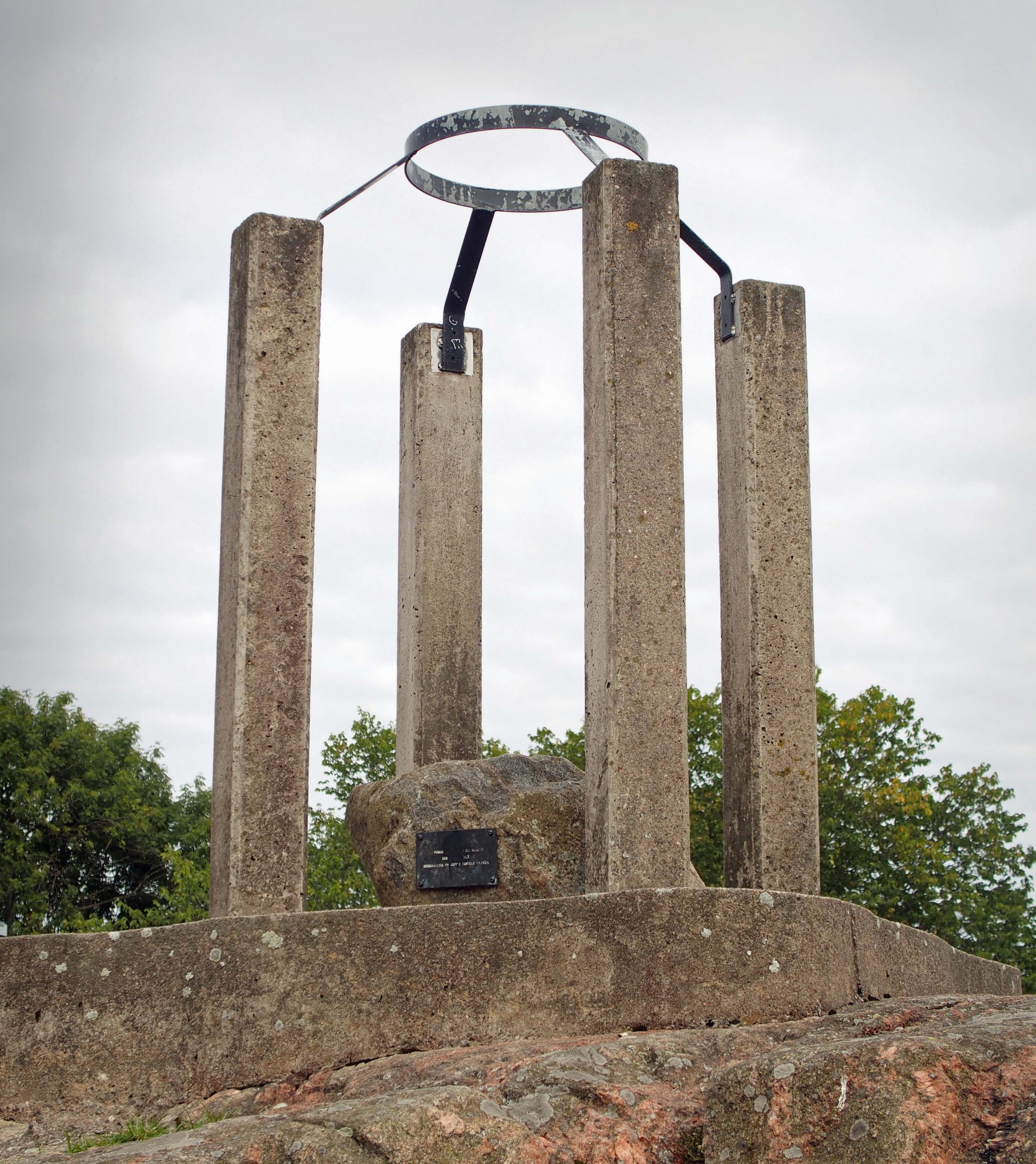
Mémorial de la potence sur Kerttulinmäki.
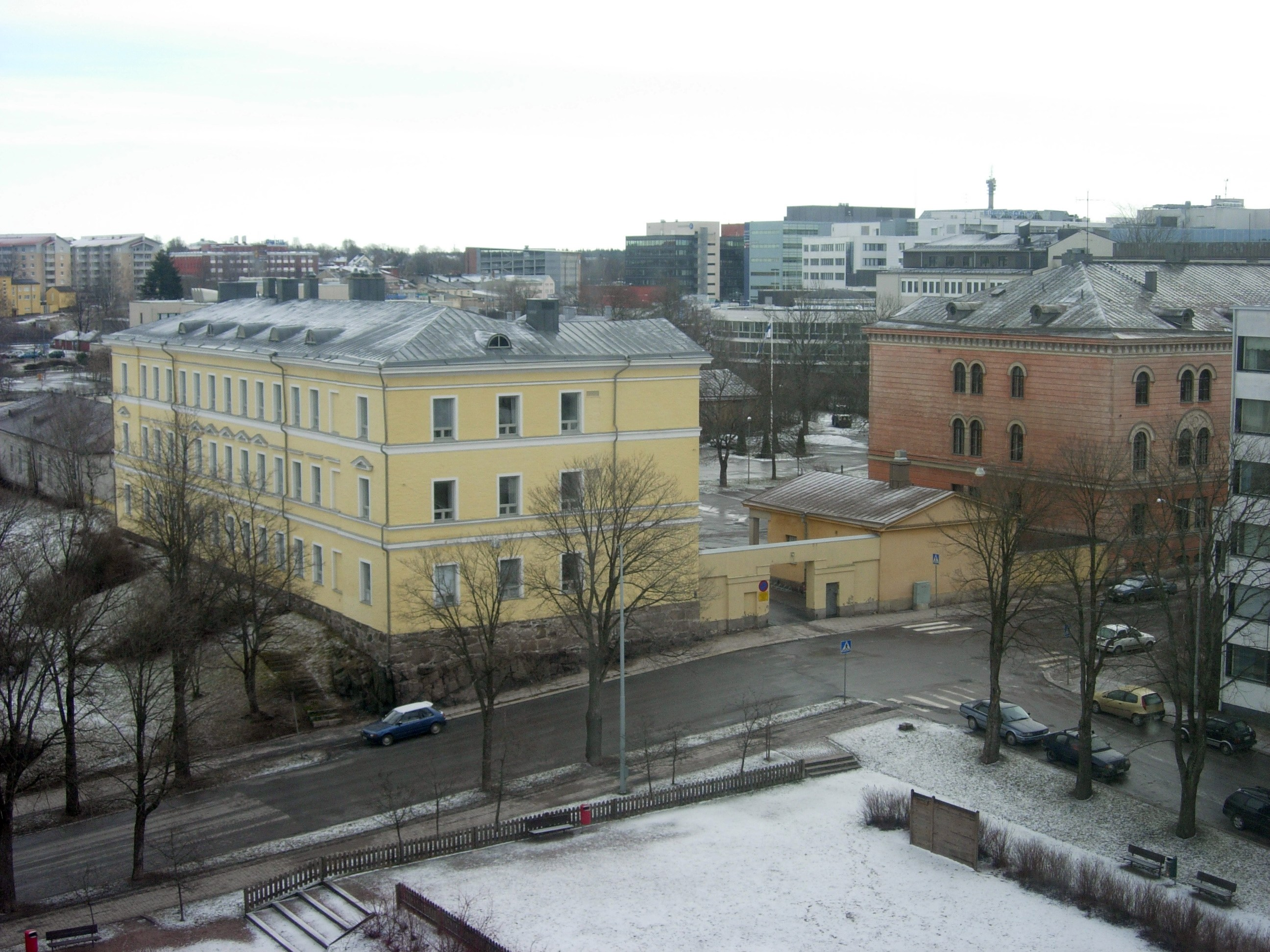
Caserne de Sirkkala.